# ファムシクロビル
ファムシクロビルは、抗ウイルス薬で、ヘルペスウイルス感染症の治療に用いられる。ペンシクロビルのプロドラッグである。日本では2008年に販売承認され、商品名ファムビルでマルホから発売されている。

## 適応症
日本での適応症は帯状疱疹・単純疱疹である。

## 作用機序
プロドラッグで代謝されてペンシクロビルとなり、作用が発現する薬である。一方、バラシクロビルはアシクロビルのプロドラッグであり、主に、HSVとVZVに効果があるが、本剤は細胞内でDNAの合成を阻害するため、腎臓排泄に負担がかからず、腎機能低下の患者にも使える。また、HSVやVZV感染細胞内での半減期は、アシクロビルに比べ長いため、1日1回の服用で効果を発揮できる。